# Nicéforo Salvador
El Beato Fray Nicéforo Salvador del Río nació en Villamorco (Palencia), el 9 de febrero de 1913, hijo de Casto Salvador y Anastasia del Río. Fue bautizado a los tres días de nacer en la iglesia parroquial de San Esteban donde también recibió el sacramento de la confirmación y posteriormente hizo su primera comunión.
El 12 de noviembre de 1927 ingresó en la Escuela Apostólica Hospitalaria de Ciempozuelos (Madrid) y el 6 de marzo de 1930 tomó el hábito de novicio de Hermano de la Orden Hospitalaria de San Juan de Dios en Carabanchel Alto (Madrid).
El 26 de julio de 1936, una semana después del inicio de la guerra civil española, su quinta fue llamada a filas y Nicéforo se incorporó a la Primera Comandancia de Sanidad de Madrid, donde sirvió como enfermero hasta el 7 de agosto de 1936, día en que fue apresado con diversos compañeros religiosos y encarcelado en la prisión de San Antón.
Después de someterse a juicios de los tribunales populares, fue fusilado en Paracuellos de Jarama (Madrid) el 30 de noviembre de 1936 cuando contaba 23 años y enterrado en una fosa común.
El Papa Juan Pablo II lo beatificó en Roma junto a otros compañeros mártires de la Orden de San Juan de Dios el 25 de octubre de 1992.